# Coroisânmărtin
Coroisânmărtin alte Schreibweise Coroisînmărtin [ˈkoroiˈsɨnmərtin] (deutsch Martinsdorf, ungarisch Kóródszentmárton) ist eine Gemeinde im Kreis Mureș in der Region Siebenbürgen in Rumänien.

## Geographische Lage

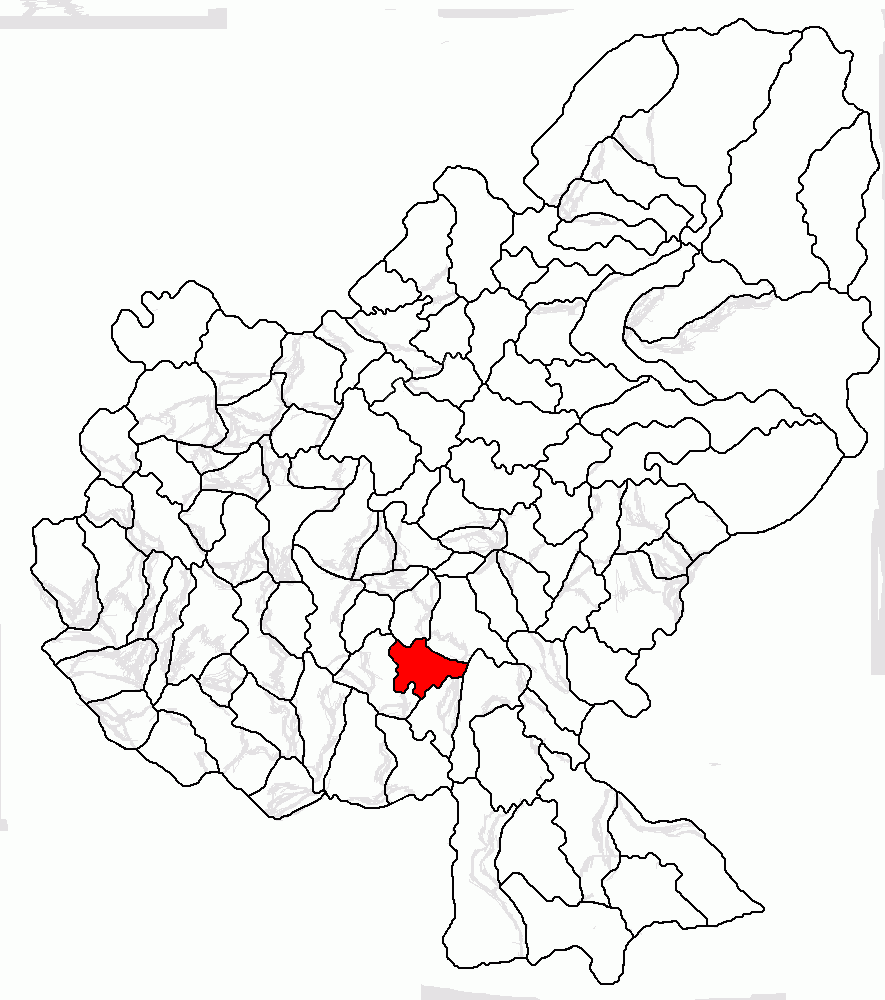
Lage der Gemeinde Coroisânmărtin im Kreis Mureș

Die Gemeinde Coroisânmărtin liegt im Kokeltal (Podișul Târnavelor) im südlichen Teil des Kreises Mureș. Am Oberlauf der Târnava Mică (Kleine Kokel), der Kreisstraße (Drum județean) DJ 142 und der Bahnstrecke Blaj–Târnăveni–Praid, befindet sich der Ort Coroisânmărtin 28 Kilometer nordöstlich von der Stadt Târnăveni (Sankt Martin) und 31 Kilometer südlich von der Kreishauptstadt Târgu Mureș (Neumarkt am Mieresch) entfernt.
Die drei eingemeindeten Dörfer befinden sich etwa zwei bis drei Kilometer vom Gemeindezentrum entfernt.

## Geschichte
Der Ort Coroisânmărtin wurde erstmals 1329 urkundlich erwähnt. Außer ein paar wenige archäologische Funde der Spätbronzezeit auf dem Areal des eingemeindeten Dorfes Odrihei (ungarisch Vámosudvarhely) sind keine nennenswerte Funde auf dem Gebiet der Gemeinde Coroisânmărtin vermerkt.
Im Königreich Ungarn gehörte die heutige Gemeinde dem Stuhlbezirk Erzsébetváros (Dumbrăveni) im Komitat Klein-Kokelburg, anschließend dem historischen Kreis Târnava-Mică und ab 1950 dem heutigen Kreis Mureș an.
1962 fanden im eingemeindeten Dorf Coroi (Kruden) die Siebenbürger Sächsischen Heimatforscher Theobald Streitfeld und der Schriftsteller Harald Krasser in der Kapelle des zerstörten ungarischen Gutshofs von Sigismund Kornis – ein ehemaliger Gubernator von Siebenbürgen – die Madonna aus dem Mühlbacher Altar. Diese wurde danach von Áron Márton, dem katholischen Bischof von Alba Iulia, der evangelischen Kirche in Sebeș zurückgegeben.

## Bevölkerung
Die Bevölkerung der Gemeinde Suplac entwickelte sich wie folgt:
| 1850 | 2.153 | 1.589 | 488 | - | 76  |
| 1930 | 2.506 | 1.698 | 641 | 1 | 166 |
| 1977 | 2.148 | 1.491 | 459 | 2 | 196 |
| 2002 | 1.487 | 900   | 330 | 1 | 256 |
| 2011 | 1.447 | 811   | 332 | 2 | 302 |
| 2021 | 1.330 | 629   | 242 | - | 459 |

Seit 1850 wurde auf dem Gebiet der heutigen Gemeinde die höchste Einwohnerzahl und die der Magyaren 1930 registriert. Die höchste Einwohnerzahl der Rumänen (1.829) und die der Rumäniendeutschen (5) wurde 1941 und die der Roma (342) 2021 ermittelt.

## Sehenswürdigkeiten
- Im Gemeindezentrum Coroisânmărtin die reformierte Kirche, Anfang des 19. Jahrhunderts errichtet.[6]
- Im eingemeindeten Dorf Coroi die orthodoxe Dreifaltigkeitskirche.[7]
- Im eingemeindeten Dorf Odrihei die die orthodoxe Kirche Sfinții Arhangheli Mihail și Gavril.[8]

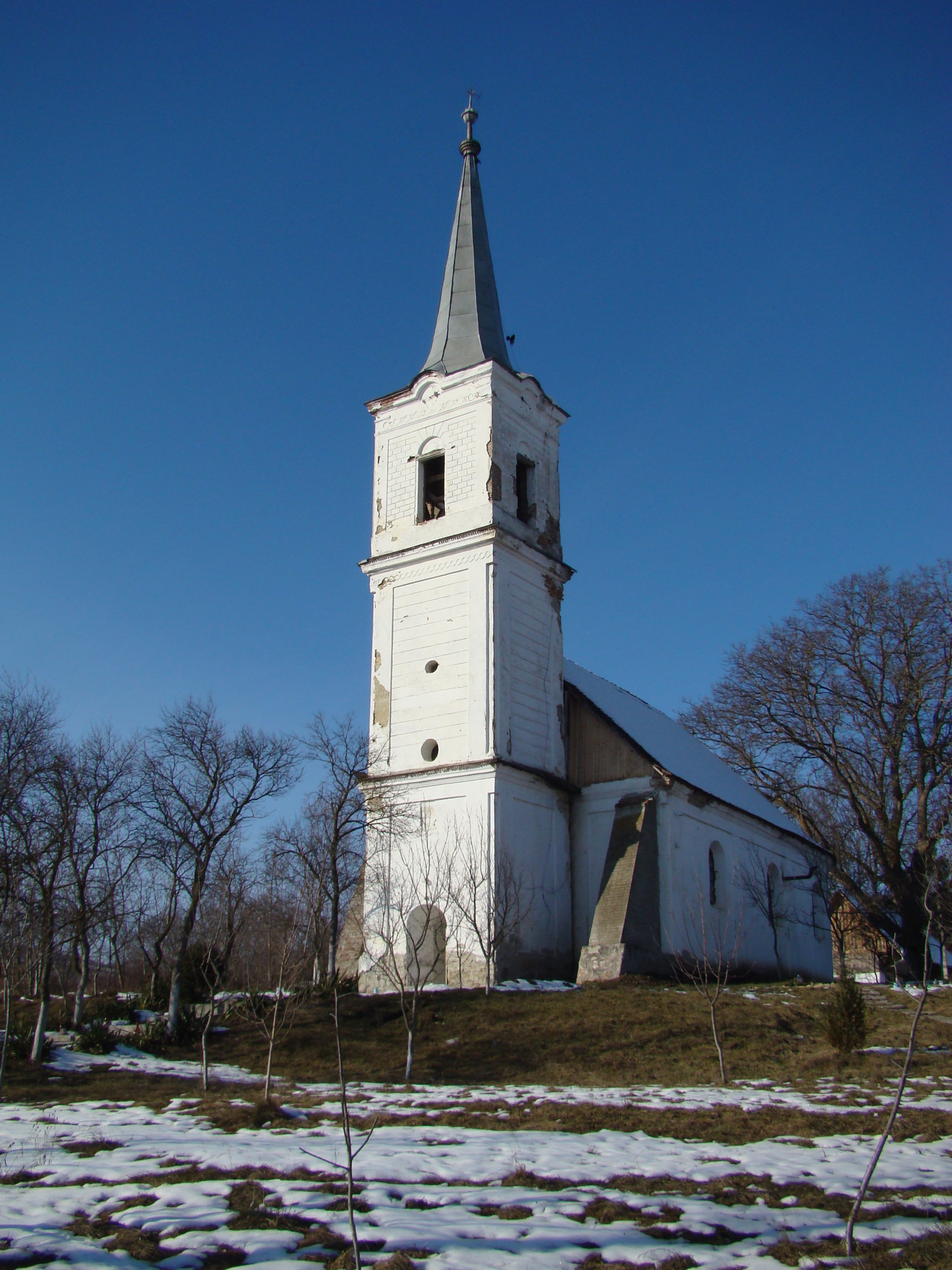
Reformierte Kirche in Coroisânmărtin
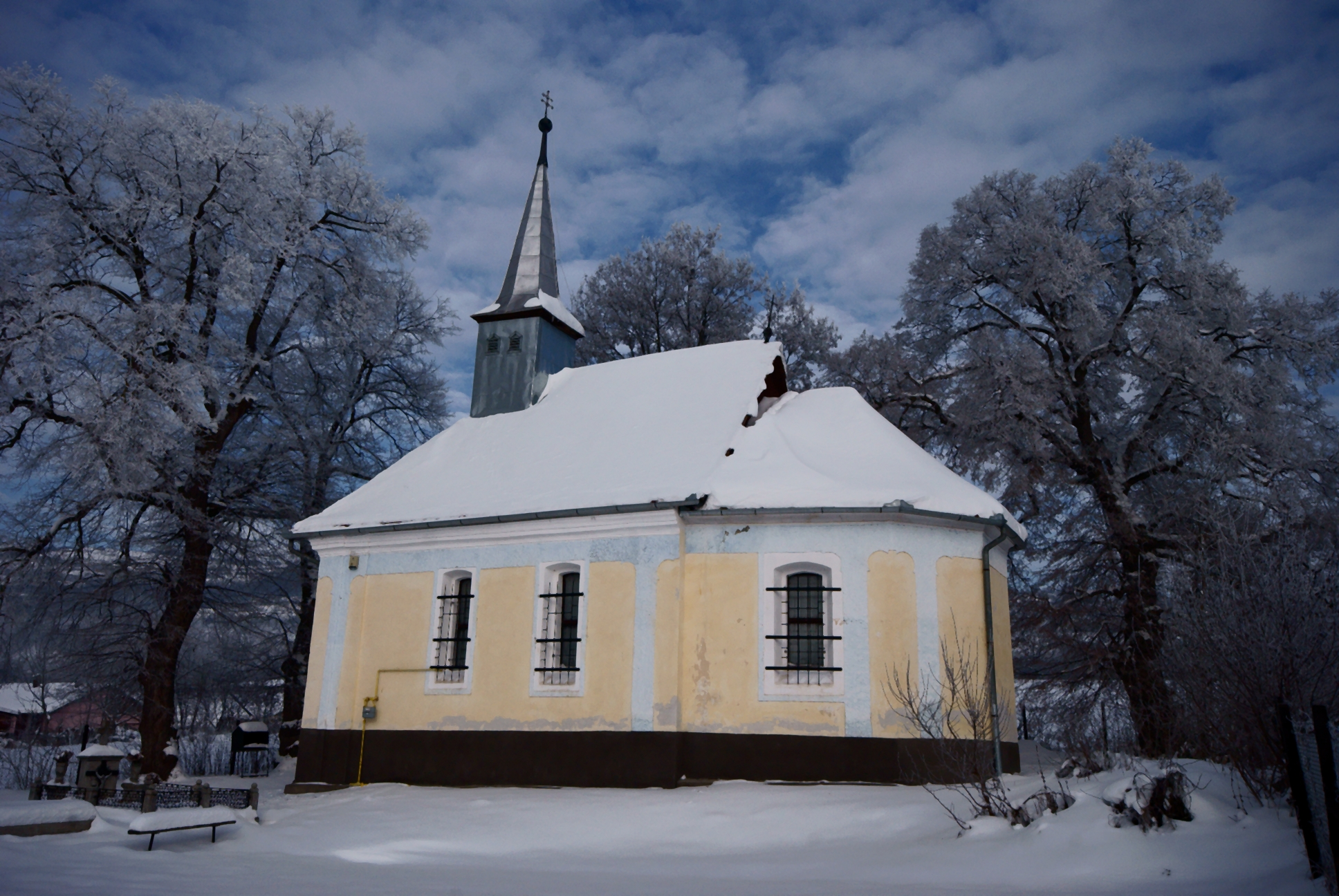
Orthodoxe Kirche in Coroi
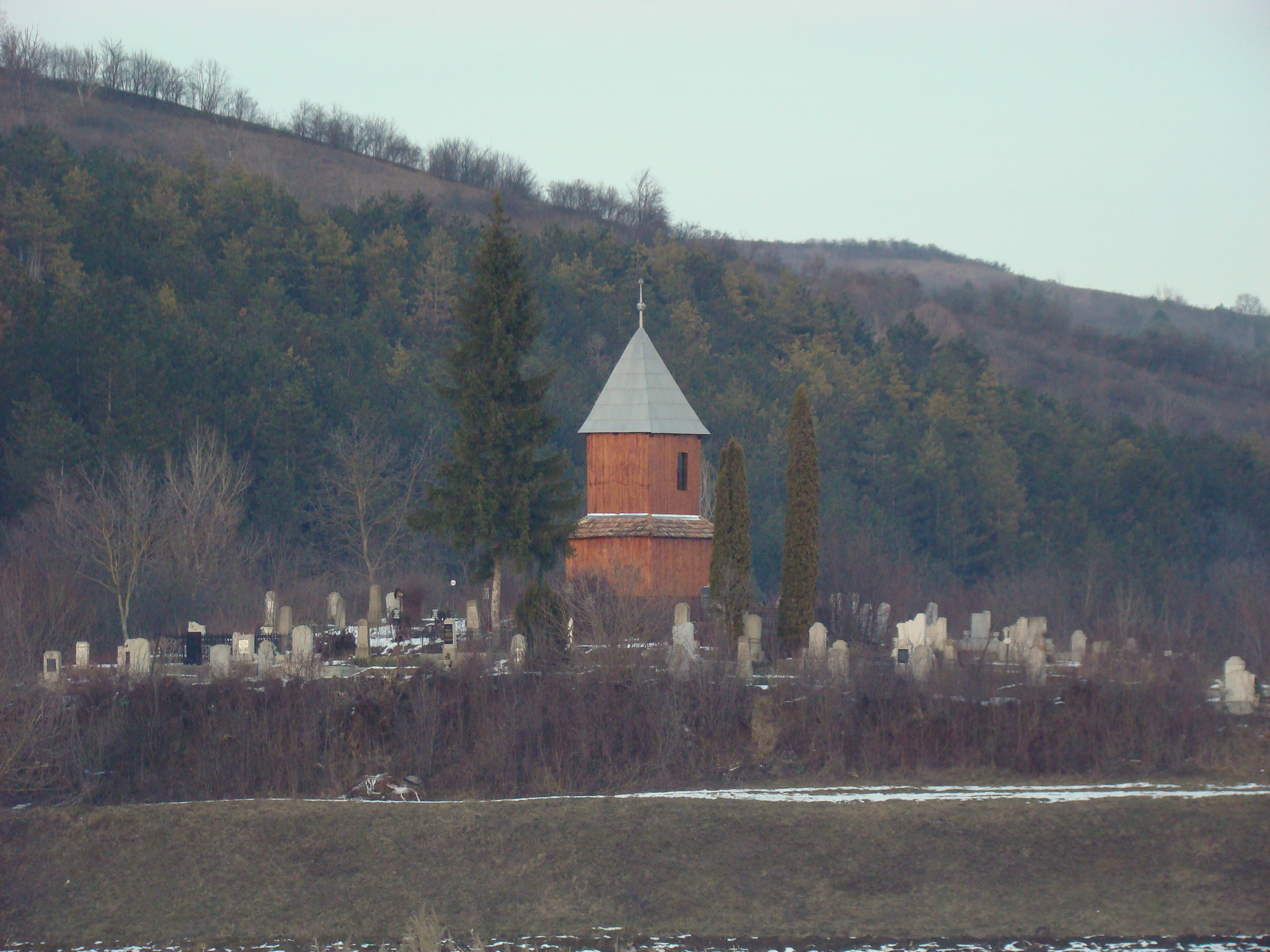
Reformierter Friedhof mit Glockenturm in Odrihei
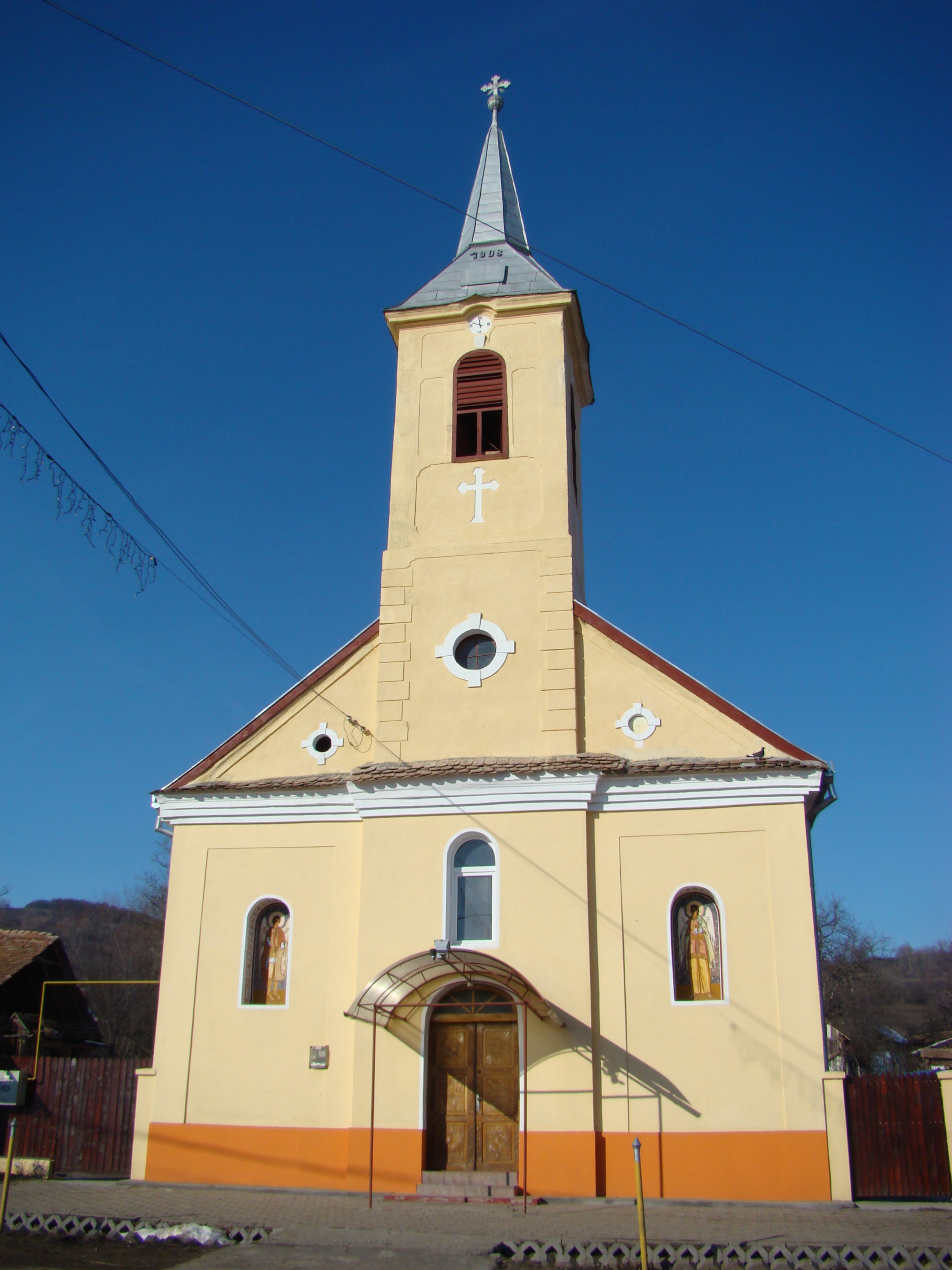
Orthodoxe Kirche in Odrihei

## Persönlichkeit
- Octavian Șchiau (1930–2013), war ein Philologe und Literaturhistoriker[9][10]